# حسن گمیچی
حسن گمیچی (انگلیسی: Hasan Gemici؛ ۱۵ ژوئن ۱۹۲۷ – ۲۵ ژوئن ۲۰۰۱) کشتی‌گیر اهل ترکیه بود.
وی در بازی‌های المپیک تابستانی ۱۹۵۲ در مگس وزن کشتی آزاد توانست مدال طلا کسب کند.